# 呂延年
呂延年（1179年—1236年），字驭仲，南宋理學家吕祖谦之子。
其母芮氏是國子祭酒芮燁之女，淳熙四年嫁吕祖谦，是祖谦的第三任妻子，淳熙六年（1179年）七月二十八日病亡。呂延年三歲時父吕祖谦病亡。以父荫补将士郎，歷官铨中迪功郎临安府判官，太府丞知嘉兴府，改知信州（今江西省），後又两易至温州，官至大理寺丞。宋端平三年（1236年）端平丙申七月廿七卒。卒後葬於武义明招山。娶潘氏為妻，育有二子：呂似之，呂守之。